# Snedronningen (film fra 2000)
 For alternative betydninger, se Snedronningen. (Se også artikler, som begynder med Snedronningen)
Snedronningen er en dansk animationsfilm fra 2000 instrueret af Kristof Kuncewicz og Jacob Jørgensen efter manuskript af Dronning Margrethe II.

## Handling
H.C. Andersens eventyr er her fortalt som digitalt teater. Det visuelle udgangspunkt er såkaldte découpager, skabt af Dronning Margrethe II, der også lægger stemme til fortællingen om børnene Kaj og Gerda. Découpagerne består af utallige udklip, der siden er computeranimeret og mixet med grafik, levende skuespillere og musik til et enestående eventyrligt univers.
Undervisningsmateriale til H.C. Andersen på film.

## Medvirkende
- Ronja Mannov Olesen, Gerda
- Christian Elmelund, Kay
- Nathia Petersen, Røverpigen
- Esther Knudsen, Bedstemoderen
- Dronning Margrethe II, fortæller